# 民族陸橋
民族陸橋，位於臺灣高雄市三民區民族路上近建國路口處，跨越建國路與臺灣鐵路屏東線，本陸橋最早可追溯回臺灣日治時期日人所建之高雄陸橋，原僅有跨越台鐵屏東線而未跨越建國路，1977年改建竣工為現況；而兩側機慢車專用高架道及人行陸橋則是在2011年1月，由原本的地下道配合高雄市區鐵路地下化計畫改建而成。
本陸橋南側共有兩個引道，一為較南端的八德路口（內側車道），另一為稍北的建國路出口（外側車道）；北側引道位於九如路口。1977年改建竣工前，陸橋為跨越建國路，而原建國路（跨越民族路口）的兩側原各有1座精神堡壘，因建橋拆除後，其基座今仍存於橋下安全島上。
本陸橋所在地區早期由高雄陳家持有大面積土地，陸橋本身在興建過程中有部分土地未進行徵收，橋下土地約有2成為私人土地。

## 本道路構成
- 兩側機慢車專用高架道，寬約4公尺(由於因鐵路地下化現已拆除)。
- 四線道柏油路

## 本陸橋所跨越之路段
- 建國路
- 凱旋路
- 鐵道街（鐵路地下化後之綠園道）

## 本路起終所交會之路段
- 九如一路⇔二路
- 八德一路

## 本路段交通
- 60路覺民幹線（駁二藝術特區－夢裡活動中心，交高雄客運經營。）
- 90路民族幹線（高鐵左營站－三多商圈站由南台灣客運經營。）
- 72路（金獅湖站－中正高工，交漢程客運經營。）
- 黃1 (忠誠路口-實踐大學高雄城區中心，由漢程客運經營)
- 88路建國幹線（鳳山轉運站－鹽埕埔站，經陸橋下;由港都客運經營)。